# Associazione Sportiva Bari 1987-1988
Questa voce raccoglie le informazioni riguardanti l'Associazione Sportiva Bari nelle competizioni ufficiali della stagione 1987-1988.

## Stagione
Nella stagione 1987-1988 il Bari ancora affidato all'allenatore Enrico Catuzzi disputa il campionato cadetto, ottenendo con 41 punti il settimo posto. Al termine del girone di andata, chiuso a 22 punti è quarto, ad un solo punto dalla Cremonese, anche nel girone di ritorno fa molto bene, eccetto il finale di campionato, cede nelle ultime sei partite, nella volata finale del torneo, dove ottiene solo 4 pareggi e 2 sconfitte, dovendosi così accontentare del settimo posto finale. L'ala Carlo Perrone con 8 reti è stato il miglior marcatore stagionale, il centravanti inglese Paul Rideout ha segnato 7 reti.
Nella Coppa Italia il Bari, disputa prima del campionato, il secondo girone che promuove agli ottavi il Parma ed il Milan. In questi gironi di qualificazione si sperimentano nuove regole: la vittoria vale 3 punti, se si pareggia si calciano i tiri di rigore, la squadra che li vince raccoglie 2 punti, chi perde 1 punto. I galletti pareggiano (0-0) a Parma la quinta giornata, perdendo poi ai rigori (4-3).

## Divise e sponsor
Lo sponsor tecnico per la stagione 1987-1988 fu Adidas, mentre lo sponsor ufficiale Sud Leasing.
| Casa | Trasferta | Trasferta 2 |

## Rosa
| N. |                        | Ruolo | Calciatore          |
| -- | ---------------------- | ----- | ------------------- |
|    | Italia (bandiera)      | A     | Stefano Brondi      |
|    | Italia (bandiera)      | C     | Paolo Cangini       |
|    | Italia (bandiera)      | D     | Massimo Carrera     |
|    | Italia (bandiera)      | C     | Gennaro Costantino  |
|    | Inghilterra (bandiera) | C     | Gordon Cowans       |
|    | Italia (bandiera)      | D     | Fabio Cucchi        |
|    | Italia (bandiera)      | C     | Sandro Danelutti    |
|    | Italia (bandiera)      | C     | Roberto D’Ermilio   |
|    | Italia (bandiera)      | D     | Giorgio De Trizio   |
|    | Italia (bandiera)      | D     | Fabio Ferri         |
|    | Italia (bandiera)      | D     | Salvatore Guastella |
|    | Italia (bandiera)      | P     | Luigi Imparato      |

| N. |                        | Ruolo | Calciatore           |
| -- | ---------------------- | ----- | -------------------- |
|    | Italia (bandiera)      | D     | Maurizio Laureri     |
|    | Italia (bandiera)      | D     | Giovanni Loseto (II) |
|    | Italia (bandiera)      | C     | Fabio Lupo           |
|    | Italia (bandiera)      | C     | Pietro Maiellaro     |
|    | Italia (bandiera)      | P     | Alessandro Mannini   |
|    | Italia (bandiera)      | A     | Claudio Nitti        |
|    | Italia (bandiera)      | A     | Armando Ortoli       |
|    | Italia (bandiera)      | A     | Andrea Pasquini      |
|    | Italia (bandiera)      | C     | Carlo Perrone        |
|    | Inghilterra (bandiera) | A     | Paul Rideout         |
|    | Italia (bandiera)      | P     | Pantaleo Roca        |
|    | Italia (bandiera)      | C     | Angelo Terracenere   |

## Risultati

### Serie B

#### Girone di andata
| Arbitro: | Dal Forno (Ivrea) |

|  |           |             |
|  | Marcatori | 16’ Carrera |

| Arbitro: | Guidi (Bologna) |

|            |           |                          |
| Brondi 27’ | Marcatori | 4’ Simonetta 60’ Madonna |

| Bergamo 27 settembre 1987 3ª giornata | Atalanta           | 0 – 0 | Bari | Stadio Comunale\| Arbitro: \| Di Cola (Avezzano) \| |
| Arbitro:                              | Di Cola (Avezzano) |       |      |                                                     |

| Arbitro: | Calabretta (Catanzaro) |

|                    |           |  |
| Rideout 40’ (rig.) | Marcatori |  |

| Udine 11 ottobre 1987 5ª giornata | Udinese        | 0 – 0 | Bari | Stadio Friuli\| Arbitro: \| Luci (Firenze) \| |
| Arbitro:                          | Luci (Firenze) |       |      |                                               |

| Arbitro: | Di Cola (Avezzano) |

|             |           |                                |
| Rideout 85’ | Marcatori | 53’ (rig.), 81’ (rig.) Palanca |

| Arbitro: | Felicani (Bologna) |

|                             |           |                             |
| M. Briaschi 11’ Marulla 70’ | Marcatori | 6’, 68’ Rideout 75’ Perrone |

| Arbitro: | Coppetelli (Tivoli) |

|  |           |                |
|  | Marcatori | 24’ P. Mariani |

| Arbitro: | Tuveri (Cagliari) |

|                   |           |             |
| Cucchi 41’ (aut.) | Marcatori | 19’ Perrone |

| Arbitro: | Frigerio (Milano) |

|              |           |  |
| F. Ferri 69’ | Marcatori |  |

| Bologna 22 novembre 1987 11ª giornata | Bologna       | 0 – 0 | Bari | Stadio Renato Dall'Ara\| Arbitro: \| Longhi (Roma) \| |
| Arbitro:                              | Longhi (Roma) |       |      |                                                       |

| Bari 29 novembre 1987 12ª giornata | Bari              | 0 – 0 | Parma | Stadio della Vittoria\| Arbitro: \| Dal Forno (Ivrea) \| |
| Arbitro:                           | Dal Forno (Ivrea) |       |       |                                                          |

| Arbitro: | Tarallo (Como) |

|                                                |           |  |
| Catalano 44’ A. Schillaci 80’ S. Schillaci 90’ | Marcatori |  |

| Arbitro: | Gava (Conegliano) |

|             |           |               |
| Lombardo 1’ | Marcatori | 33’ Maiellaro |

| Arbitro: | Cornieti (Forlì) |

|                             |           |  |
| De Trizio 48’ Maiellaro 67’ | Marcatori |  |

| Roma 3 gennaio 1988 16ª giornata | Lazio       | 0 – 0 | Bari | Stadio Olimpico\| Arbitro: \| Novi (Pisa) \| |
| Arbitro:                         | Novi (Pisa) |       |      |                                              |

| Arbitro: | Acri (Novi Ligure) |

|             |           |  |
| Perrone 89’ | Marcatori |  |

| Arbitro: | Sguizzato (Verona) |

|  |           |             |
|  | Marcatori | 72’ Perrone |

| Arbitro: | Pucci (Firenze) |

|               |           |           |
| Maiellaro 57’ | Marcatori | 83’ Zanin |

#### Girone di ritorno
| Arbitro: | Fabricatore (Roma) |

|            |           |  |
| Loseto 53’ | Marcatori |  |

| Arbitro: | D'Elia (Salerno) |

|             |           |  |
| Madonna 13’ | Marcatori |  |

| Arbitro: | Baldas (Trieste) |

|            |           |             |
| Cucchi 73’ | Marcatori | 26’ Garlini |

| Arezzo 6 marzo 1988 23ª giornata | Arezzo              | 0 – 0 | Bari | Stadio Comunale\| Arbitro: \| Amendolia (Messina) \| |
| Arbitro:                         | Amendolia (Messina) |       |      |                                                      |

| Arbitro: | Fabricatore (Roma) |

|                                |           |  |
| Rideout 21’ Perrone 67’ (rig.) | Marcatori |  |

| Arbitro: | Agnolin (Bassano del Grappa) |

|             |           |             |
| Palanca 36’ | Marcatori | 86’ Perrone |

| Arbitro: | Beschin (Legnago) |

|           |           |                   |
| Brondi 8’ | Marcatori | 9’ (aut.) Rideout |

| Arbitro: | Cornieti (Forlì) |

|                          |           |  |
| Iorio 79’ P. Mariani 90’ | Marcatori |  |

| Arbitro: | Fabricatore (Roma) |

|      |           |  |
| Lupo | Marcatori |  |

| Arbitro: | Luci (Firenze) |

|                           |           |                        |
| De Vitis 58’ Gridelli 56’ | Marcatori | 50’ Loseto 71’ Rideout |

| Arbitro: | D'Elia |

|                                  |           |              |
| De Trizio 18’ Perrone 49’ (rig.) | Marcatori | 12’ Pradella |

| Arbitro: | Nicchi (Arezzo) |

|               |           |  |
| Di Nicola 85’ | Marcatori |  |

| Arbitro: | Frigerio (Milano) |

|                           |           |  |
| Perrone 54’ Maiellaro 58’ | Marcatori |  |

| Bari 15 maggio 1988 33ª giornata | Bari               | 0 – 0 | Cremonese | Stadio della Vittoria\| Arbitro: \| Felicani (Bologna) \| |
| Arbitro:                         | Felicani (Bologna) |       |           |                                                           |

| Arbitro: | Pairetto (Torino) |

|            |           |  |
| Barbas 23’ | Marcatori |  |

| Bari 29 maggio 1988 35ª giornata | Bari             | 0 – 0 | Lazio | Stadio della Vittoria\| Arbitro: \| Casarin (Milano) \| |
| Arbitro:                         | Casarin (Milano) |       |       |                                                         |

| San Benedetto del Tronto 5 giugno 1988 36ª giornata | Sambenedettese   | 0 – 0 | Bari | Stadio Riviera delle Palme\| Arbitro: \| Cornieti (Forlì) \| |
| Arbitro:                                            | Cornieti (Forlì) |       |      |                                                              |

| Bari 12 giugno 1988 37ª giornata | Bari             | 0 – 0 | Barletta | Stadio della Vittoria\| Arbitro: \| D'Elia (Salerno) \| |
| Arbitro:                         | D'Elia (Salerno) |       |          |                                                         |

| Arbitro: | Calabretta (Catanzaro) |

|                                  |           |                        |
| Fermanelli 51’ Simonini 65’, 81’ | Marcatori | 13’ Rideout 36’ Brondi |

### Coppa Italia

#### Secondo girone
| Arbitro: | Pairetto (Torino) |

|                                                              |           |  |
| Donadoni 3’ Virdis 21’ Van Basten 55’ Gullit 57’ Massaro 70’ | Marcatori |  |

| Arbitro: | Calabretta (Bari) |

|               |           |  |
| Maiellaro 40’ | Marcatori |  |

| Arbitro: | Tuveri (Cagliari) |

|               |           |  |
| Maiellaro 64’ | Marcatori |  |

| Arbitro: | Sguizzato (Verona) |

|  |           |                  |
|  | Marcatori | 6’ Notaristefano |

| Arbitro: | Amendolia (Messina) |

|                                       |                      |                                          |
| Impallomeni Osio Pasa Di Fabio Fiorin | Tiri di rigore 4 – 3 | Brondi Perrone Cowans Cangini Costantino |

## Statistiche

### Statistiche di squadra
| Competizione | Punti | In casa | In casa | In casa | In casa | In casa | In casa | In trasferta | In trasferta | In trasferta | In trasferta | In trasferta | In trasferta | Totale | Totale | Totale | Totale | Totale | Totale | DR |
| Competizione | Punti | G       | V       | N       | P       | Gf      | Gs      | G            | V            | N            | P            | Gf           | Gs           | G      | V      | N      | P      | Gf     | Gs     | DR |
| ------------ | ----- | ------- | ------- | ------- | ------- | ------- | ------- | ------------ | ------------ | ------------ | ------------ | ------------ | ------------ | ------ | ------ | ------ | ------ | ------ | ------ | -- |
| Serie B      | 41    | 19      | 9       | 7       | 3       | 18      | 9       | 19           | 3            | 10           | 6            | 12           | 18           | 38     | 12     | 17     | 9      | 30     | 27     | +3 |
| Coppa Italia | 7     | 3       | 2       | 0       | 1       | 2       | 1       | 2            | 0            | 1            | 1            | 0            | 5            | 5      | 2      | 1      | 2      | 2      | 6      | -4 |
| Totale       |       | 22      | 11      | 7       | 4       | 20      | 10      | 21           | 3            | 11           | 7            | 12           | 23           | 43     | 14     | 18     | 11     | 32     | 33     | -1 |

### Statistiche dei giocatori
| Giocatore      | Serie B  | Serie B | Serie B     | Serie B    | Coppa Italia | Coppa Italia | Coppa Italia | Coppa Italia | Totale   | Totale | Totale      | Totale     |
| Giocatore      | Presenze | Reti    | Ammonizioni | Espulsioni | Presenze     | Reti         | Ammonizioni  | Espulsioni   | Presenze | Reti   | Ammonizioni | Espulsioni |
| -------------- | -------- | ------- | ----------- | ---------- | ------------ | ------------ | ------------ | ------------ | -------- | ------ | ----------- | ---------- |
| S. Brondi      | 28       | 3       | ?           | ?          | ?            | ?            | ?            | ?            | 28+      | 3+     | ?           | ?          |
| P. Cangini     | 3        | 0       | ?           | ?          | ?            | ?            | ?            | ?            | 3+       | 0+     | ?           | ?          |
| M. Carrera     | 33       | 1       | ?           | ?          | ?            | ?            | ?            | ?            | 33+      | 1+     | ?           | ?          |
| G. Costantino  | 2        | 0       | ?           | ?          | ?            | ?            | ?            | ?            | 2+       | 0+     | ?           | ?          |
| G. Cowans      | 36       | 0       | ?           | ?          | ?            | ?            | ?            | ?            | 36+      | 0+     | ?           | ?          |
| F. Cucchi      | 26       | 1       | ?           | ?          | ?            | ?            | ?            | ?            | 26+      | 1+     | ?           | ?          |
| S. Danelutti   | 4        | 0       | ?           | ?          | ?            | ?            | ?            | ?            | 4+       | 0+     | ?           | ?          |
| R. D'Ermilio   | 2        | 0       | ?           | ?          | ?            | ?            | ?            | ?            | 2+       | 0+     | ?           | ?          |
| G. De Trizio   | 36       | 2       | ?           | ?          | ?            | ?            | ?            | ?            | 36+      | 2+     | ?           | ?          |
| F. Ferri       | 19       | 1       | ?           | ?          | ?            | ?            | ?            | ?            | 19+      | 1+     | ?           | ?          |
| S. Guastella   | 13       | 0       | ?           | ?          | ?            | ?            | ?            | ?            | 13+      | 0+     | ?           | ?          |
| L. Imparato    | 9        | -6      | ?           | ?          | ?            | ?            | ?            | ?            | 9+       | -6+    | ?           | ?          |
| M. Laureri     | 21       | 0       | ?           | ?          | ?            | ?            | ?            | ?            | 21+      | 0+     | ?           | ?          |
| G. Loseto      | 34       | 2       | ?           | ?          | ?            | ?            | ?            | ?            | 34+      | 2+     | ?           | ?          |
| F. Lupo        | 38       | 1       | ?           | ?          | ?            | ?            | ?            | ?            | 38+      | 1+     | ?           | ?          |
| P. Maiellaro   | 31       | 4       | ?           | ?          | ?            | ?            | ?            | ?            | 31+      | 4+     | ?           | ?          |
| A. Mannini     | 29       | -21     | ?           | ?          | ?            | ?            | ?            | ?            | 29+      | -21+   | ?           | ?          |
| C. Nitti       | 8        | 0       | ?           | ?          | ?            | ?            | ?            | ?            | 8+       | 0+     | ?           | ?          |
| A. Ortoli      | 2        | 0       | ?           | ?          | ?            | ?            | ?            | ?            | 2+       | 0+     | ?           | ?          |
| A. Pasquini    | 3        | 0       | ?           | ?          | ?            | ?            | ?            | ?            | 3+       | 0+     | ?           | ?          |
| C. Perrone     | 37       | 8       | ?           | ?          | ?            | ?            | ?            | ?            | 37+      | 8+     | ?           | ?          |
| P. Rideout     | 37       | 7       | ?           | ?          | ?            | ?            | ?            | ?            | 37+      | 7+     | ?           | ?          |
| A. Terracenere | 25       | 0       | ?           | ?          | ?            | ?            | ?            | ?            | 25+      | 0+     | ?           | ?          |